# MÁV V50 sorozat
A MÁV V50 sorozat egy, a MÁV részére szállított kísérleti villamosmozdony volt.
1 darabot gyártottak belőle 1923-ban. A MÁV 1922-ben rendelte meg, a villamosított pályák, illetve a Kandó-féle 16 kV 50 Hz vontatási rendszer tesztelésére.

## Története
Amerikával ellentétben, ahol szinte egységesen az egyenáramot preferálták a vasúti vontatásban a 20. század elején, Európa két táborra szakadt:
- Német tábor: Svájc, Németország, Ausztria, Svédország, Norvégia – a váltóáramú vontatás mellett döntöttek
- Francia tábor: Franciaország, Spanyolország, Portugália, Olaszország, Belgium, Hollandia, Nagy Britannia – az egyenáramú rendszert támogatták

A váltóáramú vontatást – bár előnyeivel már tisztában voltak (kevesebb táplálóállomás egy adott szakaszon) - ebben az időben nehéz volt megoldani, mivel ekkoriban kizárólag az egyenáramú motorok teljesítményszabályozása volt csak megoldható.
Ilyen alapon fejlesztették ki Svájcban azt a megoldást, amely mind a mai napig használatban van a fent említett öt országban. A rendszer 15 kV-os, 16 2/3 Hz-en működik. Ez speciális táplálóállomást igényel, ahol az ipari áram frekvenciáját harmadára csökkentik (16 2/3 Hz = 50/3 Hz). A rendszer lényege az volt, hogy soros gerjesztésű kommutátoros motorokat használtak, amelyben a forgó- és állórészt sorba kapcsolták (univerzális motor), forgó- és állórészén egyszerre változik meg az áram iránya, ez azonban csak alacsony (15–20 Hz körüli) frekvenciánál biztosít elfogadható hatásfokot. A vontatómotor így közvetlenül a mozdony főtranszformátorára van rákötve, és annak fokozatait (primer vagy szekunder) átkapcsolva, veszteségmentesen szabályozható. A rendszer hátránya a táplálóállomások drága, bonyolult szerkezete.
Kandó Kálmán érdeme, hogy az említett rendszer hátrányait sikeresen kiküszöbölte, előnyeit megtartva (korát megelőzve), ennek a fejlesztésnek az eredménye a V50-es sorozatszámú mozdony, valamint az, hogy az 50 Hz-es vontatás legelőször Magyarországon valósult meg.
Kandó Kálmán és Verebélÿ László a 16 kV-os 50 Hz-es rendszert választotta, melyben a táplálóállomások csak transzformátorokból álltak, amelyek működéséhez nincs szükség folyamatos emberi jelenlétre, így nemcsak telepítésük és karbantartásuk, hanem üzemeltetésük is olcsóbb. A rendszer lényege, hogy az egyfázisú 50 Hz táplálást a mozdonyon belül alakítja át a vontatás igényeinek megfelelő három fázisú változtatható feszültségű táplálássá a motorok részére. Mivel a kerekek hajtására váltóáramú, többfázisú aszinkron motort alkalmazott, így az egyfázisú áramot többfázisúvá kellett alakítani. A másik probléma a fordulatszám-szabályozás volt, hiszen az aszinkron motorok fordulatszáma elsősorban a frekvenciától függ, és viszonylag állandó.
Az utóbbi problémát nagy pólusszámú pólusszám-átkapcsolós motorral oldotta meg, ami méretes vontatómotort eredményezett, így csak egyet tudott elhelyezni belőle oldalanként, ami rudazattal hajtotta a kerekeket. A több fázissal történő áramellátást saját fejlesztésű átalakítóval oldotta meg, amelyet szinkron-fázisváltónak nevezett el. Ez a szerkezet nem más, mint egy szinkronmotorral egybeépített háromfázisú generátor. Bár hasonló megoldásokkal más országokban is kísérleteztek, de azok Kandóéval szemben nem bizonyultak elég hatékonyak és egyszerűnek. A 16 kV-os 50 Hz-es rendszerrel először a Budapest – Dunakeszi – Alag vasútvonalat villamosították a próbaüzem céljából. Mivel a próbaüzem sikeres volt így Kandó feladatul kapta a Budapest – Salgótarján – Zólyom – Ruttka vasútvonal villamosítását, ami azonban a trianoni békeszerződés miatt nem valósult meg. Így a nagy méretű villamosításra csak később a Budapest – Hegyeshalom vonalon került sor.
Az 50 Hz-es rendszer kifejlesztésével bebizonyosodott, hogy az egyfázisú, váltóáramú, ipari frekvenciájú vontatásé a jövő.
Néhány évtizednek kellett eltelnie, valamint fel kellett találni az egyenirányítókat is, mire más országok is (meglepő, hogy elsőként az egyenáramú rendszer mellett kardoskodó Franciaország) felismerték ennek a rendszernek az előnyeit. A franciák a második világháború után kezdték meg a kísérleteket ezzel a rendszerrel, és a hatékonyság növelése érdekében 25 kV-ra emelték a feszültséget.

## Felépítése
A mozdony felépítése az Olaszországban már bevált háromfázisú E 552 sorozat felépítését követi. Itt is Kandó-háromszögön keresztül hajtja meg az oldalanként egy darab hajtómotor a kerekeket.
Az egy vezetőfülkés kialakítást az egyszerűbb vezérlés indokolta, hiszen a kezelőszerveket nem kellett a másik vezetőfülkében megismételni.
A mozdony elsődleges célja a 16 kV 50 Hz fázisváltós vontatási rendszer kipróbálása, életképességének demonstrálása.
A rendszer fő eleme a fázisváltó, amely egy egyfázisú szinkronmotort és egy háromfázisú szinkrongenerátort egyesít egy villamos gépben, amely jobb hatásfokot és kisebb tömeget biztosított, mintha gépcsoporttal oldották volna meg a feladatot. A kísérleti mozdony első verzióján a fázisváltó kétpólusú kivitelben, az állórészen olajhűtéssel a forgórészen léghűtéssel került kialakításra. A forgórész gerjesztésének szabályozásával a fázisváltó 417-750 V között szabályozható feszültséget biztosított a hajtómotoroknak.
A gépet a gerjesztőgép akkumulátorról táplálva gyorsította fel a szinkronizáláshoz szükséges 3000 1/min fordulatszám közelébe.
A hajtómotorok indítására, illetve a gazdaságos fordulatszámok közötti átmenet biztosítására egy, a motorok forgórészkörébe kötött vízellenállásokat szabályozó automatika szolgált oly módon, hogy a gyorsítások során a gépek teljesítményfelvétele állandó legyen, ezzel csökkentve a mozdony mechanikáját és az elektromos hálózatot érő tranziens hatásokat.
Az új mozdony 1923. október 31-én futott végig először az erre a célra létrehozott Budapest-Alag 15,3 km hosszú próbapályán. Az üzemi mérések csak 1925 elején indulhattak, mivel a kísérleti mozdonyon az első próbafutások alkalmával jelentkező problémákat javítani kellett. A tapasztalatok azt mutatták, hogy a fázisváltó forgórészének szigetelése nem megfelelő, a próbák során többször megsérült, ezért 1926-ban a mozdonyt leállították, és a fázisváltó forgórészét vízhűtésessé alakították át.
A próbák az elképzelés helyességét igazolták:
- Fázisváltós mozdonnyal lehet nehéz vonatokat indítani és továbbítani
- Az országos energiahálózat elbírja a vontatási rendszer által keltett áramlökéseket.

### Az áttervezett mozdony
Az eredeti próbamozdony mechanikai részeinek megtartásával teljesen új elektromos rendszerrel épült meg az új konstrukció.
A próbák alapján az áttervezett fázisváltó négypólusú és a forgórészén vízhűtéses lett, amelynek a műhelyrajzai 1925-re már készen voltak, legyártása azonban csak 1926-ban kezdődött meg. A négypólusú üzemből adódó alacsonyabb fordulatszám (1500 1/min) a forgórész kisebb mechanikai igénybevételét eredményezte.
Az új fázisváltó állórésze több fontos változtatáson ment keresztül. Megváltoztak a horonykialakítások, készültek kivezetések a két-, három- és négyfázisú üzemhez az új Bláthy-Kandó-féle pólusátkapcsolós hajtómotoroknak. A szinkronizáláshoz az átalakított gépcsoportban egy aszinkron motor gyorsította fel a fázisváltó forgórészét.
A két oldalon elhelyezett 18 (négyfázisú táplálással), 24 (háromfázisú táplálással), 36 (kétfázisú táplálással) pólusszámra átkapcsolható hajtómotor forgórészének mind a 48 kivezetése közvetlenül a vízindító 48 elektródájának egyikéhez csatlakozott, a forgó mágneses tér a rotor megfelelő tekercseléseiben automatikusan hozta létre az áramot, külön kapcsolóberendezésre nem volt szükség.

## Tanulságok
A 16 kV 50 Hz vontatási rendszer életképesnek, a Magyarországon akkor általános gőzvontatásnál nagyságrendekkel gazdaságosabbnak bizonyult.
Egy darab hajtómotor használatával a teljesítménytényező és a hatásfok javítható, lehetőség van egy nagyobb pólusszámú negyedik tekercselés elhelyezésére, ami az indítási viszonyokat javítja, illetve motorcsere esetén a kért motor pontos szögbeállítása elmarad.
A tapasztalatok alapján Kandó elkészítette az azonos villamos alapokra épülő személy- és gyorsvonati (a későbbi V40 sorozat), illetve tehervonati (a későbbi V60 sorozat) mozdony terveit.
A fázisváltó állórészének tekercselését úgy módosították, hogy a segédüzemi transzformátor feladatait is ellása.